# Juin 1780

## Événements

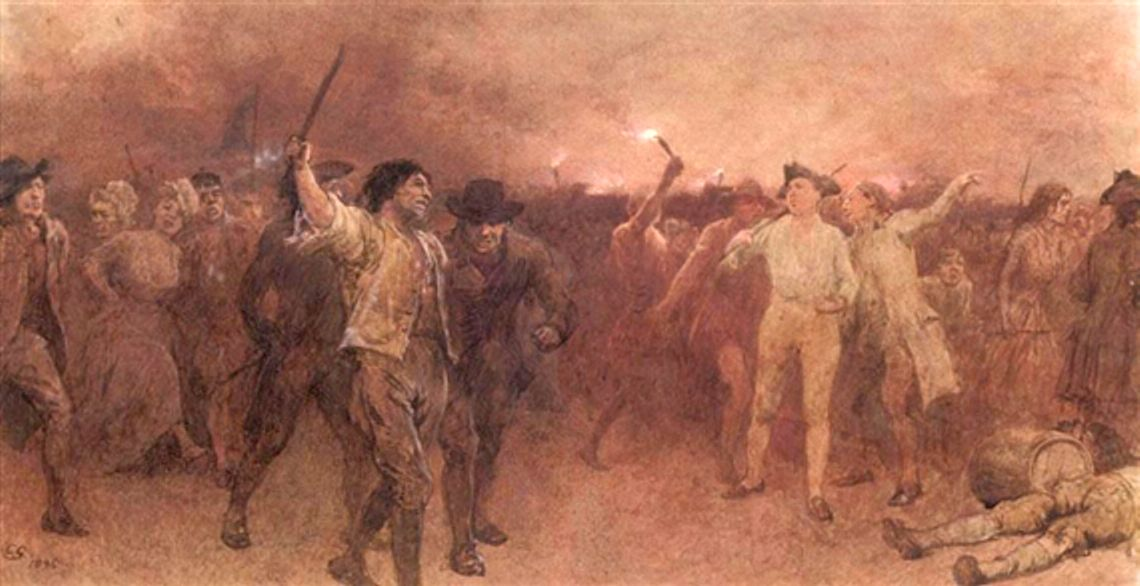
2 juin : Gordon Riots

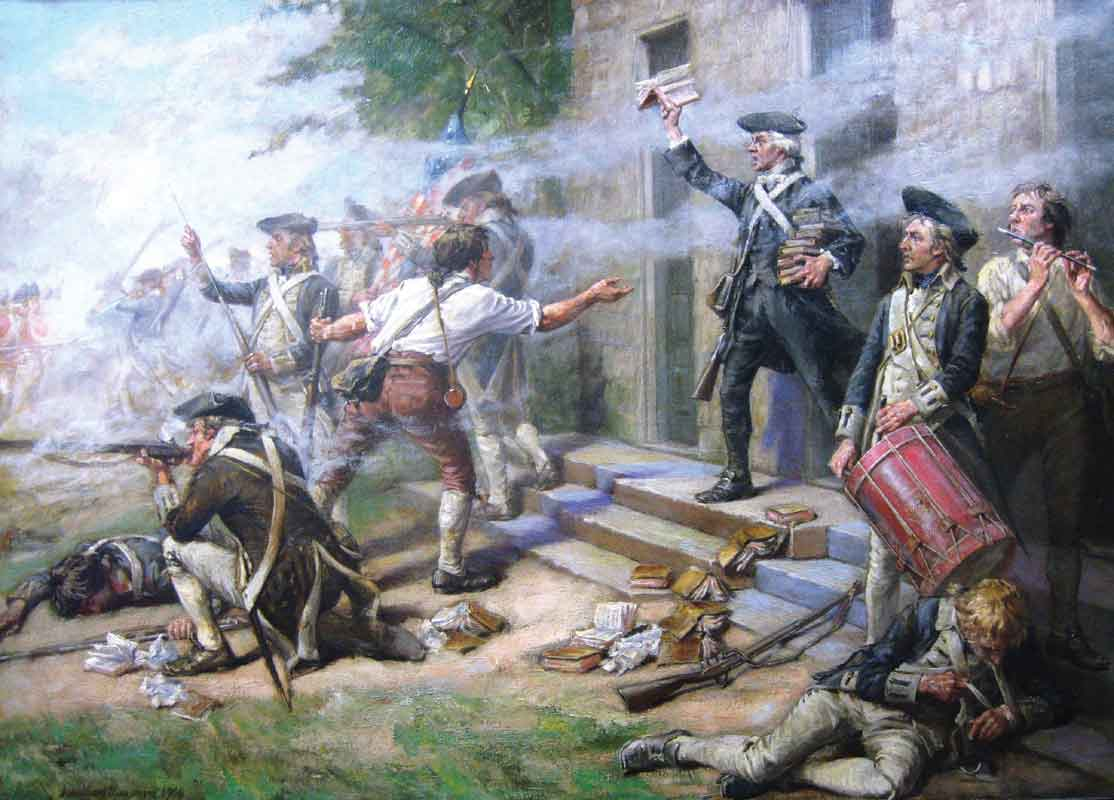
23 juin : bataille de Springfield.

- 2 - 10 juin : Gordon Riots[1]. Émeutes anti-catholiques à Londres, provoquant des dégâts très importants.

- 7 juin (27 mai du calendrier julien) : rencontre de Catherine II de Russie et de Joseph II d’Autriche à Moghilev[2]>.

- 15 juin : la Constitution du Massachusetts est ratifiée. C'est la plus vieille constitution qui ait été continuellement appliquée.

- 20 juin : accords frontaliers entre la France et l’évêché de Bâle[3].

- 23 juin : victoire américaine à la bataille de Springfield (en), dans le New Jersey[4].

## Naissances
- 14 juin : Henry Salt (mort en 1827), artiste, diplomate et égyptologue anglais.